# Follow Your Heart (canción)
«Follow Your Heart» —en español: «Sigue a tu corazón»— es una canción escrita por Rik Emmett, Gil Moore y Mike Levine.  Se enlistó  originalmente como la cuarta pista del álbum de estudio Thunder Seven del trío canadiense de hard rock Triumph, publicado en 1984 por MCA Records.

## Publicación y recepción
En diciembre de 1984 se lanzó esta canción como el primer sencillo de Thunder Seven.  Dicho sencillo incluyó como tema secundario a «Stranger in a Strange Land» —«Extranjero en una tierra extraña», traducido al castellano—, compuesto por Triumph.
Meses después de su lanzamiento, «Follow Your Heart» alcanzó la 88.º posición en la lista del Hot 100 y el puesto 13.º en el Mainstream Rock Tracks, ambos de la revista Billboard.

## Diferentes ediciones
Además del sencillo normal, se publicaron una edición especial y una promocional de «Follow Your Heart».  Ambos vinilos eran de color rojo claro, lo que los diferenciaba entre sí era que la segunda versión contenía la melodía principal en los dos lados del sencillo.

## Lista de canciones

### Versión normal

#### Lado A
| side one |                     |                                      |                        |          |  |
| N.º      | Título              | Escritor(es)                         | Voz principal          | Duración |  |
| 1.       | «Follow Your Heart» | Rik Emmett / Gil Moore / Mike Levine | Rik Emmett / Gil Moore | 3:27     |  |

#### Lado B
| side one |                              |                         |               |          |  |
| N.º      | Título                       | Escritor(es)            | Voz principal | Duración |  |
| 2.       | «Stranger in a Strange Land» | Emmett / Moore / Levine | Rik Emmett    | 5:11     |  |
| 8:38     |                              |                         |               |          |  |

### Edición promocional

#### Lado A
| side one |                     |                         |                |          |  |
| N.º      | Título              | Escritor(es)            | Voz principal  | Duración |  |
| 1.       | «Follow Your Heart» | Emmett / Moore / Levine | Emmett / Moore | 3:27     |  |

#### Lado B
| side one |                     |                         |                |          |  |
| N.º      | Título              | Escritor(es)            | Voz principal  | Duración |  |
| 2.       | «Follow Your Heart» | Emmett / Moore / Levine | Emmett / Moore | 3:27     |  |
| 6:54     |                     |                         |                |          |  |

## Créditos
- Rik Emmett — voz principal (en las canciones «Follow Your Heart» y «Stranger in a Strange Land»), guitarra eléctrica y coros.
- Gil Moore — voz principal (en la canción «Follow Your Heart»), batería y coros.
- Mike Levine — bajo y teclados

## Listas
| Año  | País           | Lista                            | Posición máxima |
| ---- | -------------- | -------------------------------- | --------------- |
| 1985 | Estados Unidos | Billboard Hot 100                | 88.º            |
| 1985 | Estados Unidos | Billboard Mainstream Rock Tracks | 35.º            |